# یوکیو کاسایا
یوکیو کاسایا (انگلیسی: Yukio Kasaya؛ زادهٔ ۱۷ اوت ۱۹۴۳) اسکی‌باز پرش اهل ژاپن است.
وی در مسابقات کشوری و بین‌المللی در مجموع برندهٔ ۱ مدال طلا، ۱ مدال نقره شده‌است.